# Arsen Czilingarian
Arsen Czilingarian, orm. Արսեն Չիլինգարյան, ros. Арсен Абрикович Чилингарян, Arsien Abrikowicz Czilingarian (ur. 12 października 1965 w Erywaniu, Armeńska SRR, zm. 14 maja 2013 w Grenoble, Francja) – ormiański piłkarz, grający na pozycji obrońcy, trener piłkarski.

## Kariera piłkarska
W 1983 rozpoczął karierę piłkarską w Olimpii Asztarak. W następnym roku został zaproszony do Araratu Erywań, w którym grał przez 4 lata. 8 listopada 1987 w Charkowie podczas meczu z Metalistem Charków Wiktor Waszczenko przyczynił się do jego ciężkiej kontuzji, po którym musiał zakończyć swoją karierę piłkarza.

## Kariera trenerska
Po zakończeniu kariery piłkarza rozpoczął pracę szkoleniowca. W 1992 najpierw pomagał trenować Wan Erywań, a 1 września 1992 stał na czele klubu. W 1993 został zwolniony z zajmowanego stanowiska. W 1999 pomagał trenować Jerewan FA. W 2001 prowadził Lernagorc Kapan, a w 2002 Armawir FA. W 2005 pracował z Esteghlal-Kotajkiem Abowian. Również pracował z juniorską reprezentację Armenii. W 2006 został mianowany na głównego trenera Ulissu Erywań, którym kierował do 2007.
14 maja 2013 umarł po długiej chorobie we francuskim Grenoble w wieku 48 lat